# Jasmine Tookes
Jasmine Tookes (Huntington Beach, 1º febbraio 1991) è una supermodella statunitense.

## Biografia
Figlia di una stilista, Tookes fu scoperta mentre si trovava presso lo showroom di sua madre. Ha una sorella più piccola di 10 anni Chloe Danielle. Da bambina praticava diversi sport come la pallavolo e il softball. Lei è di origini afro-americana e brasiliana.
Nel 2016 inizia una relazione con Juan David Borrero, dirigente di Snapchat e figlio del vice-Presidente dell'Ecuador Alfredo Enrique Borrero Vega, il 4 settembre 2021 convolano a nozze a Quito, in Ecuador.
La coppia ha una figlia, Mia Victoria, nata il 23 febbraio 2023.

## Carriera
Il suo primo lavoro come modella fu con Bruce Weber a 15 anni. Sotto contratto con la IMG, ha poi lavorato per Vogue con Steven Meisel e Lachlan Bailey per l'edizione americana, con Giampaolo Sgura per quella francese e con Ellen von Unwerth per quella italiana.
La sua carriera decolla nel 2010, quando realizza le campagne pubblicitarie per Ugg boots e Gap, mentre l'anno successivo apparve sulla rivista Vogue Italia e come testimonial di DKNY.
Models.com l'ha scelta come una delle 10 nuove top model il 27 settembre 2011 e nel novembre 2011 Style l'ha scelta come una delle nuove top model, in base al suo lavoro alle sfilate di primavera.
Nel 2012 fu una delle undici nuove modelle per la sfilata annuale di Victoria's Secret; lo spettacolo fu registrato a novembre e trasmesso alla CBS il 4 dicembre; la notte prima della trasmissione dello spettacolo, Tookes e le altre modelle di Victoria's Secret Behati Prinsloo e Jacquelyn Jablonski apparvero nell'episodio del 3 dicembre di Hawaii Five-0, "Ha'awe Make Loa".
L'edizione francese di Vogue l'ha scelta come una delle sue 10 nuovi volti dalla settimana della moda dell'autunno inverno 2012-2013. Le sue esperienze di sfilate includono Calvin Klein, Tom Ford, Prada, Miu Miu e Versace.
Nel 2015 viene scelta come testimonial della fragranza Calvin Klein Eternity NOW accanto a Tobias Sorensen, suo fidanzato in quel periodo. Nel 2016 è tra le protagoniste della campagna autunno/inverno di Jimmy Choo e nello stesso anno viene inserita, dalla rivista Forbes, all'undicesimo posto fra le modelle più pagate con un guadagno di 4 milioni di dollari, ex aequo con le modelle Barbara Palvin, Lily Aldridge e Taylor Marie Hill.
Nel 2017 viene scelta, insieme alla collega Martha Hunt, come protagonista della campagna pubblicitaria primavera/estate di Liu Jo. Nel mese di giugno è nel videoclip della canzone 2U di Justin Bieber e David Guetta, insieme ad altre cinque modelle di Victoria's Secret.

### Victoria's Secret
Dal 2015 al 2021 è stata un angelo di Victoria's Secret, anche se inizia a collaborare con la casa di moda dal 2012. Nel 2016 prende parte allo spot, realizzato per il Super Bowl, in cui viene ricreata una partita di football, accanto alle modelle Adriana Lima, Taylor Hill, Elsa Hosk e Alessandra Ambrosio.
Nel 2016 viene scelta dalla casa di moda per indossare il Bright Night Fantasy Bra, il reggiseno tempestato di diamanti dal valore di 3 milioni di dollari. Realizzato dalla maison libanese Mouzannar per mano del gioielliere Eddie Borgo, con 700 ore di lavorazione, è composto da oltre 9.000 gemme preziose, tra cui diamanti e smeraldi incastonati su una montatura in oro 18 carati, per un totale di 450 carati.

## Filmografia
- Hawaii Five-0 - serie TV (2012)

### Videoclip
- 2U - Justin Bieber e David Guetta (2017)

## Agenzie
- IMG - New York, Parigi, Milano, Londra, Sydney

## Campagne pubblicitarie
- Ann Taylor (2019)
- Anne klein A/I (2023)
- Calvin Klein Eternity NOW Fragrance (2015-presente)
- DKNY P/E (2011)
- Gap A/I (2010)
- Genny A/I (2024)
- Jimmy Choo A/I (2016)
- Joe Fresh (2016)
- Karen Millen Christmas (2018)
- Kate Spade (2014)
- Lancôme A/I (2013-2015)
- Liu Jo P/E (2017)
- Liu Jo Jeans (2017)
- Ralph Lauren World of Ricky (2015)
- Ugg P/E (2011;2016) A/I (2011)
- Victoria's Secret (2012;2014-presente)
- Victoria's Secret Angels (2015-2021)